# Haruhisa Hasegawa
Haruhisa Hasegawa (n. 14 aprilie 1957) este un fost fotbalist japonez.

## Statistici
| Japonia | Japonia | Japonia |
| An      | Meciuri | Goluri  |
| ------- | ------- | ------- |
| 1978    | 4       | 0       |
| 1979    | 1       | 0       |
| 1980    | 9       | 4       |
| 1981    | 1       | 0       |
| Total   | 15      | 4       |